# Frängstjärnen (Jörns socken, Västerbotten, 723302-169913)
Frängstjärnen är en sjö i Skellefteå kommun i Västerbotten och ingår i Kågeälvens huvudavrinningsområde.